# Keya Paha River

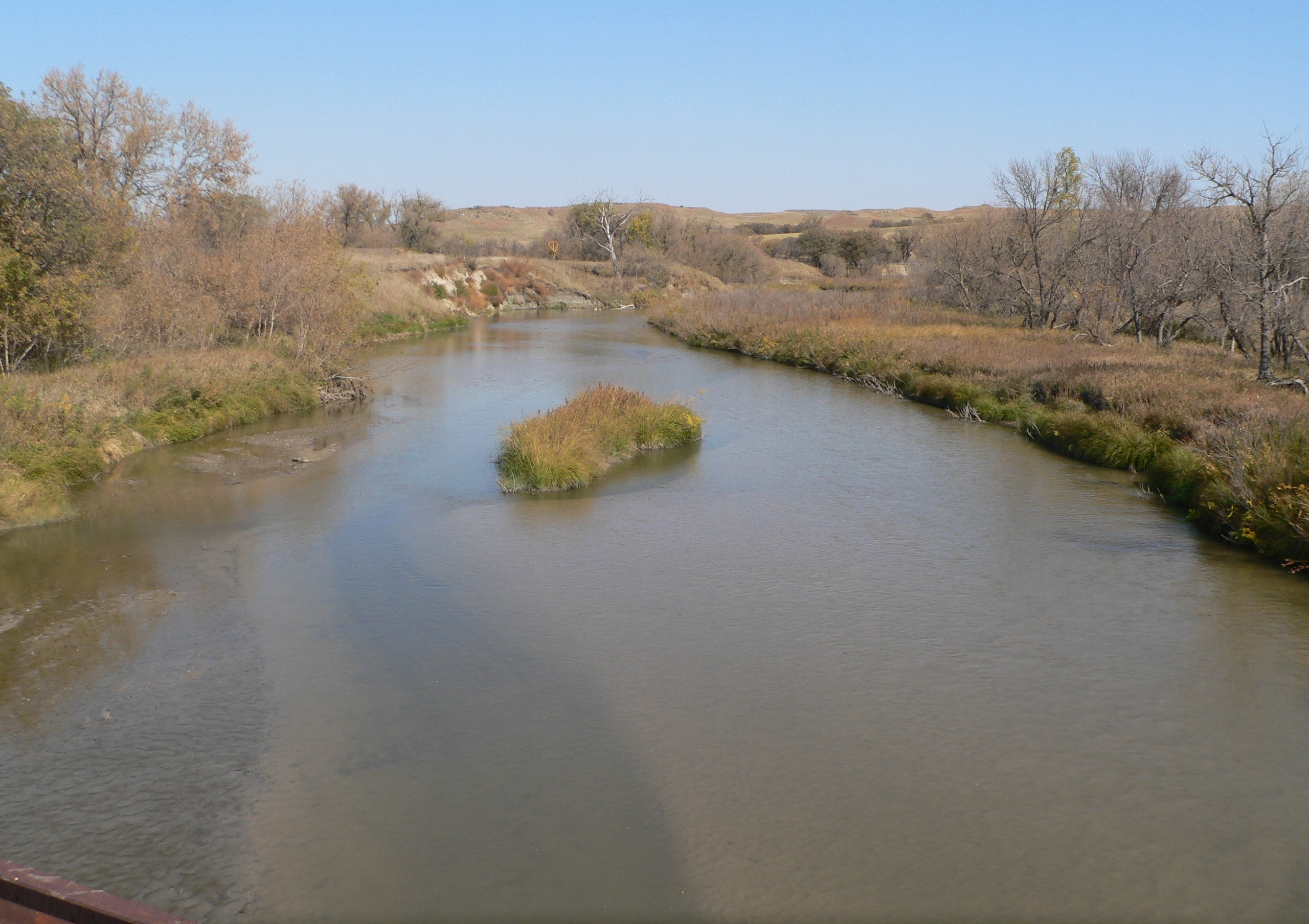
Keya Paha River

Der Keya Paha River ist ein Zufluss des Niobrara Rivers, schätzungsweise 163 km lang und fließt durch die US-Staaten South Dakota und Nebraska.

## Flussverlauf
Der Keya Paha River entspringt in der Prärie des südöstlichen South Dakota, im Rosebud-Indianerreservat, in Todd County, nahe Antelope, SD. Anschließend fließt er ostsüdöstlich in den nordöstlichen Teil Nebraskas und vereinigt sich mit dem Niobrara River 16 km westlich von Butte, NE.
Zwischen 1861 und 1882 markierte die Strecke des Keya Paha von dem 43° N bis zu seinem Zusammenfluss mit dem Niobrara die Grenze zwischen Nebraska und dem Dakota-Territorium.